# Steffen Britzke
Steffen Britzke (31 augustus 1960 - 27 juli 2023) was een Duits keyboardspeler en trance-producer die ook bekend staat als Stevie B-Zet. In de jaren negentig stond Britzke als teamlid van het Eye-Q label aan de basis van de trance-scene in Frankfurt am Main. Later produceerde hij voor andere artiesten en maakte hij filmmuziek.

## Biografie
Britzke wordt in de late jaren tachtig actief in de muziek als hij door Matthias Hoffmann betrokken raakt bij de groep Organisation for Fun (OFF), waar hij meewerkt aan het album Ask Yourself (1989). De groep valt een jaar later uitéén. Maar met zanger Sven Väth en Hoffman richt hij het project Mosaic op. Wanneer Väth, Hoffmann en OFF-groepsmanager Heinz Roth in 1991 in Frankfurt am Main het Eye Q Records-label oprichten raakt ook Britzke daarbij betrokken. Britzke gaat met Väth, Hoffmann en Ralf Hildenbeutel deel uitmaken van het productieteam dat onder diverse namen trance-platen produceert. Zo vormt hij onder andere Odyssee of Noises, waarvan Firedance (1994) een belangrijke clubhit wordt. Met Hoffmann werkt hij ook aan experimentele combinaties. Zo zoeken ze de brug met soul met zanger Vernon Jerome Price, waarvan het album Without Resolution: No Peace (1992) verschijnt. De single Vernon's Wonderland doet het ook goed in de techno-scene door een remix door Laurent Garnier. Hetzelfde soort experiment doen ze met hiphop dat leidt tot het album Zyon, van het gelijknamige project. Hiervan wordt No Fate een hit. Naast het team heeft hij met Dag Lerner de tranceplaat Sun Down van The Volunteers gemaakt. I Zelf produceert hij onder de naam Stevie B-Zet muziek die op het snijvlak van trance en ambient. Hij produceert de albums Archaic Modulation (1993) en When I See... (1995).  Dat eerste album brengt hem ook op het Montreux Jazz Festival. De albumtrack Passion And Hope valt ook in de smaak bij Phil Collins, die het nummer als opener gebruikt voor zijn wereldtournee. In 1995 maakt hij in eigen land een klein hitje met het meer commercieel gerichte Everlasting Pictures, samen met zangeres Darlesia Cearcy. Met Sven Väth produceert hij het album Electro Acupuncture (1995) voor het project Astral Pilot. Het tweetal maakt ook een soundtrack voor de film Der kalte Finger (1996). Met Hoffmann produceert hij in 1997 ook de track Unwounded van Randy Crawford. Ook produceert hij nog zes tracks voor haar album Every Kind of Mood.
In 1998 is het Eye-Q avontuur voorbij. Sven Väth verlegt zijn werkterrein naar Berlijn en het overgebleven drietal van Hoffman, Hildenbeutel en Britzke gaat verder als het productietrio Schallbau. Het trio produceert het triphop-album Schallbau's Point Zero Vol. 1 (1998). Het is niet succesvol en meer albums verschijnen er niet. Wel produceert het trio voor andere artiesten zoals Laith Al-Deen, Simon Collins en de bijzonder succesvolle Yvonne Catterfeld. Ook maken ze in 2006 een nieuwe versie van (I'll never be) Maria Magdalena van Sandra. Wanneer Schallbau in 2008 uiteenvalt, gaat Britzke zich richten op filmmuziek voor de Duitse filmmarkt. Hierbij werkt hij enkele malen samen met Ralf Hildenbeutel, die dezelfde richting heeft gekozen. Zo maakt hij muziek voor de krimi-serie Kommissarin Lucas.
In 2023 is Britzke overleden, 63 jaar oud.

## Discografie

### Albums
- Stevie B-Zet - Archaic Modulation (1993)
- Stevie B-Zet - When I See... (1995)
- Astral Pilot - Electro Acupuncture (1995)
- Der kalte Finger (met Sven Väth) (1996)